# Encarsia coquilletti
Encarsia coquilletti är en stekelart som beskrevs av Howard 1895. Encarsia coquilletti ingår i släktet Encarsia och familjen växtlussteklar. Inga underarter finns listade i Catalogue of Life.